# Альтештадт (Дюссельдорф)

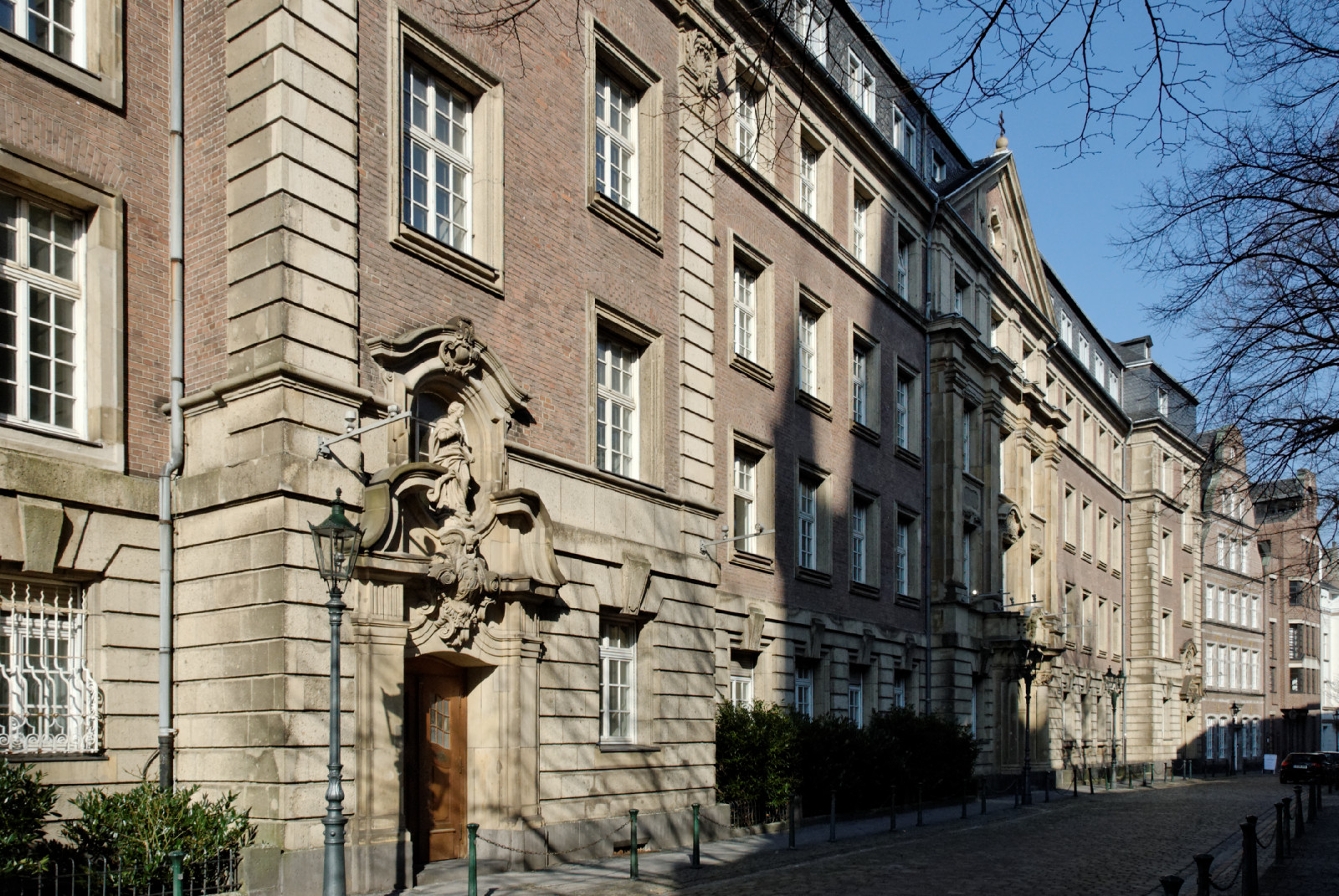
Комплекс северной стороны улицы, бывшая больница Св. Терезы

Альтештадт (нем. Altestadt) — старинная улица с памятниками архитектуры в самом центре города Дюссельдорф (Северный Рейн-Вестфалия, Германия).

## Общая характеристика
Альтештадт — одна из немногих улиц Дюссельдорфа, существовавшая на момент присвоения ему в 1288 году статуса города. Станейшим зданием на ней является базилика св. Ламберта. Историческими значимыми объектами считаются также часовня св. Иосифа (Йозефкапелле, Josephskapelle) и бывший больничный корпус католической блаженной Марии Терезы Хаце (Терезиенхоспиталь, Theresienhospital) (архитектор Каспар Клеменс Пиккель). Сторона улицы, примыкающая к базилике св. Ламберта (чётная) застроена новыми зданиями после Второй мировой войны. На другой (нечётной) стороне улицы стоят более старые постройки.
Продолжением улицы на восток служит Ратингенская улица (Ратингер Штрассе, Ratingen Straße), которая отличается от Альтештадта наличием многих торговых учреждений, в то время как на Альтештадт имеется всего один ресторан (дом № 14), да и то на краю улицы. В целом Альтештадт считается одной из самых тихих улиц Старого города.

## Расположение
В настоящее время улица берёт начало от площади Эмилии Шнайдер (Эмилия-Шнайдер-Плац, Emilie-Schneider-Platz), практически от набережной Рейна, и продолжается на восток до улицы Ратингенской (Ратингер-Штрассе, Ratinger Straße). Именно на этом месте (пересечение с переулками Поставок (Лифер-гассе, Liefergasse) и Урсулинок (Урзулинен-гассе, Ursulinengasse) улица заканчивалась и во времена первого расширения города. Тогда здесь располагались первые въездные городские «Ратингенские ворота» (Ратинген Тор, Ratinger Tor). Длина улицы — 190 метров. Но и после расширения городской черты, как минимум вплоть до 1663 года вся улица вместе с продлённым участком называлась Альтештадт, и только с 1738 года, согласно достоверных источников, её продлённый участок стал называться Ратингенской улицей. На старой карте города, изданной в 1764 году, уже показана практически современное состояние улицы, разве что между Церковью св. Ламберта и набережной Рейна можно обнаружить ещё несколько домов, ныне снесенных.
На несколько позже изданной карте (1889 год) застройка северо-западной части площади Штифта (Штифт-плац, Stiftplatz) выглядит несколько иначе по сравнению с современным состоянием. Вплоть до конца XIX века здесь вплотную к фасаду церкви Св. Ламберта подступали внутренние части домов Торговой улицы (Кремер-штрассе, Kremerstraße), так что для прохода к улице Альтештадт между линией домов и церковью оставался только узкий переулок. На Торговой улице стояли дома № 4,6, разрушенные при обстрелах и снесенные после Второй мировой войны. На карте 1764 года эти здания ещё не были обозначены.

## История
Начало истории улицы Альтештадт неразрывно связано с началом истории самого Дюссельдорфа, но первых гражданских зданий XIII века на улице не сохранилось. Известно, что до первого расширения города в 1384 году к западу от церкви Св. Ламберта, в пределах полосы современного начала улицы располагались рыночная площадь и старая ратуша. После первого городского расширения название улицы Альтештадт её название стало применяться для всей старой части города. И только с начала XVII века название вернулось исключительно для улицы.
До 1769 года вся территория вокруг церкви Св. Ламберта была кладбищенской территорией, в том числе и выходящая к улице Альтештадт, но территория кладбища отделялась от улицы стеной. После закрытия и ликвидации кладбища его стена была разрушена и улица расширилась вплоть до указанного выше монастыря..
В XVII и XVIII веках улица неоднократно страдала в результате войн и других бедствий. Так, в 1634 году к северу от Альтештадт взорвалась пороховая башня, в 1758 году улица пережила бомбардировки семилетней войны, а в 1794 году — потрясения войны с революционными французами. В те и более ранние годы и столетия были потеряны многие архивные документы (за исключением церкви Св. Ламберта), в том числе связанные с датами постройки зданий, их названиями и именами собственников. Более-менее полная документация в архивах начинается с XVII века.
Правая (нечётная) сторона улицы не имеет ни одного старого дома. Если после Второй мировой войны здания на этой стороне улицы и пытались реставрировать, то и они были окончательно снесены в 1990 году.
Небольшая часть информации о снесенных домах всё же сохранилась. Дом № 1 имел до 1842 года вход в восточной части церковной площади. В 1842 году здание было перестроено и увеличено, а вход перенесли на улицу Альтештадт. Бальтазар Тэлен открыл в нём винную лавку под названием «К чёточкам» (Zum Rosenkränzchen). Это название и стало названием дома.

## Достопримечательности
- Альтештадт 6 — памятник истории и архитектуры. Охраняется законом.
- Альтештадт 14 — памятник истории и архитектуры. Охраняется законом.

## Замечания
1. ↑  В документе № 28 сообщается, что у старой ратушной (рыночной) площади находилось здание кармелитского монастыря.
2. ↑  Согласно информации Фербера, к таким уничтоженным зданиям относился дом № 1, ныне отсутствующий. По другим источникам, к этим сооружениям относились несколько строений к западу от церкви, ранее причислявшиеся к улице.